# اعتراضات ۱۴۰۲ معلمان ایران
اعتراضات ۱۴۰۲ معلمان ایران در ادامه اعتراضات و اعتصابات سراسری معلمان ایران درگذشته، حول مطالبات مشخص و اعلام‌شده مانند آزادی معلمان دربند، حمایت از دانش آموزان معترض و اجرای کامل قانون رتبه‌بندی فرهنگیان، قانون همسان‌سازی حقوق بازنشستگان، و اعتراض علیه پرونده‌سازی و حبس معلمان، مسمومیت زنجیره‌ای در مدارس دخترانه ایران، تورم و بهبود وضعیتی معیشتی، اخراج، بازخرید، بازنشستگی اجباری، تبعید معلمان و ... در بسیاری از شهرهای ایران مانند تهران، اصفهان، کرج، رباط‌کریم، اراک، همدان، ملایر، کرمانشاه، اهواز، ارومیه، نیشابور، تبریز، بجنورد، زنجان، اردبیل، شوش، تربت حیدریه، همدان، سنندج، اسلام‌آباد غرب، قزوین و هرسین و... تجمع‌های اعتراضی برپا کردند. این تجمع‌های اعتراضی با ایجاد فضای امنیتی و گاه با دستگیری برخی از معلمان از جانب نیروهای امنیتی همراه بوده‌ است. همچنین «شورای هماهنگی تشکل‌های صنفی فرهنگیان ایران» و سایر سازمان‌ها و تشکل‌های مختلف معلمان با صدور بیانیه‌های مختلف مانند بیانیه ۳۱ شهریور از جانب سه تشکل صنفی و سیاسی معلمان و فرهنگیان به مناسبت شروع سال تحصیلی جدید نسبت به «بحران عدالت، مشروعیت و کیفیت» در نظام آموزشی از رفتار و برخوردهای قضایی و امنیتی جمهوری اسلامی با معلمان انتقاد کردند.

## اعتراضات

#### ۸ فروردین
معلمان به دلیل مشکلات معیشتی در ۸ شهر مختلف مانند تبریز، بجنورد، زنجان، همدان، اردبیل، کرمانشاه، ملایر و ارومیه تجمع‌های اعتراضی برپا کردند. معلمان معترض در برخی از شهرها مانند تبریز در مقابل اداره آموزش و پرورش مرکز استان آذربایجان شرقی برای اعتراض به وضع معیشتی فرهنگیان سفره خالی پهن کردند. آنها می‌گویند که «معیشت، منزلت، حق مسلم ماست» و اجرای کامل رتبه‌بندی را حق خود و نتیجه رنج خویش می‌دانند. معلمان معترض خواهان آموزش رایگان و باکیفیت برای دانش‌آموزان و بیمه کارآمد برای فرهنگیان شاغل و بازنشسته هستند.

#### ۱۴ فروردین
به گزارش شورای هماهنگی تشکل‌های صنفی فرهنگیان ایران، اعتراضات معلمان دست‌کم در استان‌های همدان، آذربایجان غربی، بوشهر، فارس و خراسان رضوی برگزار شده‌است.

#### ۱۷ فروردین
معلمان در شهرهای تهران، کرج، رباط‌کریم، همدان، ملایر، کرمانشاه، اهواز، ارومیه و نیشابور در مقابل اداره‌های کل آموزش و پرورش تجمع اعتراضی برپا کردند. در کرج شمار نیروهای سرکوبگر بیشتر از معلمان بود و با مقاومت معلمان برای ادامه تجمع، «درگیری پیش آمد و یک معلم مرد نیز بازداشت گردید. هچنین گروهی از معلمان اهواز در اعتراض به رتبه‌بندی معلمان، مسمومیت سریالی دانش‌آموزان و اطلاعیه آموزش و پرورش دربارهٔ برخورد با دانش‌آموزان بدون حجاب، در مقابل اداره کل آموزش و پرورش خوزستان تجمع اعتراضی برپا کردند.

#### ۱۹ فروردین
شورای تشکل‌های صنفی فرهنگیان ایران از انتقال انوش عادلی، محمود صدیقی‌پور و عزیز قاسم‌زاده، سه نفر از فعالان صنفی فرهنگیان گیلان، برای تحمل «حکم یک سال حبس» که از سوی دادگاه انقلاب صادر شده خبر داد.

#### ۹ اردیبهشت
در هجوم نیروهای امنیتی جمهوری اسلامی به خانه محمد حبیبی، سخنگوی بازداشت‌شدهٔ کانون صنفی معلمان، تعدادی از معلمان و فعالان کارگری شامل: ریحانه انصاری‌نژاد، عسل محمدی، هیراد پیربداقی، آنیشا اسدالهی، سروناز احمدی، کامیار فکور، حسن ابراهیمی، ژاله روح‌زاد و الدوز هاشمی هنگام دیدار با خانواده حبیبی دستگیر و به زندان اوین منتقل شدند. شورای هماهنگی تشکل‌های صنفی فرهنگیان ایران اعلام کرده که در این یورش خشونت‌بار "یکی از معلمان زن دچار حمله قلبی گردید.

#### ۱۹ اردیبهشت
بر اساس اعلام «شورای هماهنگی تشکل‌های صنفی فرهنگیان ایران» و تصاویر منتشر شده، تجمعات اعتراضی معلمان در تهران در مقابل مجلس و در سایر شهرهای کشور در مقابل ادارات کل آموزش و پرورش برگزار گردید. این تجمع‌ها با شعار مشترک «عصیان در من زبانه می‌کشد» برگزار گردید و معلمان در شهرهای مختلف مانند استان‌های کرمانشاه، مرکزی، و خوزستان بر مطالبات خود پای فشردند.
معلمان در شهرهای اهواز، کرمانشاه، اراک، شوش، تربت حیدریه، همدان، اصفهان، سنندج، اسلام‌آباد غرب، قزوین و هرسین کرمانشاه در برابر اداره مرکزی آموزش و پرورش این شهرستان‌ها تجمع‌های اعتراضی برپا کردند. نیروی انتظامی در سنندج قصد جلوگیری از ادامه یافتن تجمع و جلوگیری از راهپیمایی معترضان را داشت که در برخی موارد با معلمان درگیر شدند. در اراک والدین دانش‌آموزان نیز به همراه فرزندان خود در تجمع اعتراضی معلمان شرکت کردند. همچنین بنا به گزارش «شورای هماهنگی تشکل‌های صنفی فرهنگیان ایران» عاتکه رجبی یک معلم روستا در مشهد که پس از اعتصاب غذا در جریان اعتراضات اخیر در واکنش به سرکوب دانش‌آموزان، اخراج شده بود، بازداشت گردید و منزل این معلم جوان نیز توسط مأموران امنیتی جمهوری اسلامی تفتیش گردید.

#### ۲۰ اردیبهشت
هیئت تجدیدنظر رسیدگی به تخلفات اداری کارمندان وزارت آموزش و پرورش، محمدرضا علیجانی، دبیر آموزش و پرورش در شهرستان چناران، را به بازنشستگی اجباری محکوم کرد.

#### ۲۲ اردیبهشت
سه معلم زندانی، انوش عادلی، عزیز قاسم‌زاده و محمود صدیقی‌پور، از اعضای هیئت‌مدیره کانون صنفی معلمان گیلان که از ۱۹ فروردین‌ماه امسال در زندان لاکان رشت به سر می‌برند، ممنوع‌الملاقات و از دسترسی به تماس تلفنی نیز محروم شدند. شورای هماهنگی تشکل‌های صنفی فرهنگیان در واکنش به این موضوع، آن را عملی غیرقانونی و در تضاد با حقوق زندانی خواند. بنا بر گزارش کانال شورای هماهنگی تشکل‌های صنفی فرهنگیان ایران، دو تن از معلمان بنام‌های عاتکه رجبی، اهل مشهد و صفی خانپور در سنندج، در اعتراض به بازداشت غیرقانونی خود دست به اعتصاب غذای خشک زده‌اند.

#### ۲۶ اردیبهشت
شورای هماهنگی تشکل‌های صنفی فرهنگیان ایران، با ابراز نگرانی از تداوم بی‌خبری از سرنوشت عزیز قاسم‌زاده، عضو هیئت مدیره و سخنگوی کانون صنفی معلمان گیلان، اعلام کرد: «در حال حاضر فعالان حقوق معلمان از جمله مهدی فتحی، محمدحسین سپهری، اسماعیل عبدی، مسعود فرهیخته، احمد حیدری، فرزانه ناظران‌پور، رسول بداقی، جعفر ابراهیمی، محمد حبیبی، محسن عمرانی، هاشم خواستار، حسین رمضان‌پور، امید شاه‌محمدی، محمد قناتی و شهناز هاشمی در زندان به سر می‌برند.

#### ۲۷ خرداد
به گفته شورای هماهنگی تشکل‌های صنفی معلمان، دادگاه انقلاب شیراز، معلمان معترض: اصغر امیرزادگان، محمدعلی زحمتکش، غلامرضا غلامی، مژگان باقری، افشین رزمجویی و ایرج رهنما را به پنج سال زندان محکوم کرده‌است. عبدالرزاق امیری و زهرا اسفندیاری نیز توسط دادگاه بدوی هر یک به دو سال حبس با پای‌بند محکوم شده‌اند.

#### ۲۲ تیر
بنا بر خبر شورای هماهنگی تشکل‌های صنفی فرهنگیان ایران، برای زهرا صیاد دلشادپور، دبیر آموزش و پرورش در بندر انزلی حکم بازنشستگی اجباری اجرا شده‌است.

#### ۲۵ تیر
حکم بدوی صادر شده علیه «سارا سیاه‌پور»، معلم و عضو فعال کانون صنفی معلمان ایران (تهران) توسط دادگاه تجدیدنظر تأیید و به شعبه ۱ اجرای احکام زندان اوین ارسال گردید. وی که در شهریور ۱۴۰۱ نیز توسط اطلاعات سپاه ثارالله بازداشت شده بود در تمامی مراحل دادگاه خود، از دسترسی به وکیل محروم بوده‌است.

#### ۲۷ تیر
در شهر شیراز گروهی از معلمان در اعتراض به زندانی کردن فعالان صنفی معلمان و رسیدگی نشدن به مشکلات آنها دست به تجمع اعتراضی زدند. معلمان در این تجمع اعتراضی شعارهای «معیشت، منزلت، حق مسلم ماست»، «معلم زندانی آزاد باید گردد» و «معلم داد بزن، حقتو فریاد بزن» سر دادند. این تجمع اعتراضی در حالی برگزار شد که ماه گذشته برای ۸ نفر از معلمان استان فارس مجموعاً حکم ۳۴ سال حبس صادر شده بود.

#### ۱۵ شهریور
شورای هماهنگی تشکل‌های صنفی فرهنگیان ایران از صادر شدن حکم بازنشستگی برای «زهرا عوض‌زاده»، عضو هیئت مؤسسان انجمن صنفی معلمان خراسان شمالی، خبر داد. همچنین انجمن صنفی معلمان فارس نیز طی بیانیه‌ای انتقال اخیر جعفر ابراهیمی بازرس شورای هماهنگی معلمان ایران به زندان قزل حصار را باعث بدتر شدن وضع جسمانی او اعلام کرد و هشدار داده‌است که مسئولیت هر نوع به خطر افتادن سلامت جسمانی ابراهیمی بر عهده مقام‌های قضایی حکومت و ریاست زندان است.

#### ۳۱ شهریور
سه تشکل صنفی و سیاسی معلمان و فرهنگیان ایران شامل؛ مجمع فرهنگیان ایران اسلامی، انجمن اسلامی معلمان ایران، سازمان معلمان ایران با انتشار بیانیه‌ای به مناسبت شروع سال تحصیلی جدید، نسبت به «بحران عدالت، مشروعیت و کیفیت» در نظام آموزشی جمهوری اسلامی انتقاد کردند. لازم است ذکر شود که در این بیانیه برخوردهای قضایی و امنیتی با معلمان کنشگر صنفی و سیاسی، صدور احکام اخراج، بازخرید، بازنشستگی اجباری، صدور احکام زندان‌های طولانی مدت و پرونده‌سازی برای معلمان معترض در دادگاه‌های حکومتی، تبعید و بعضاً قطع حقوق و حذف شمول رتبه‌بندی را از سایر بحران‌های موجود در سیستم آموزشی کشور دانسته‌است.

#### ۶ مهر
کانون صنفی معلمان استان بوشهر از صدور مجموع چهار سال و چهار ماه حبس برای چهار عضو خود خبر داد. عبدالرضا امانی‌فر و اصغر حاجب هرکدام به چهار ماه حبس تعزیری و مصادره اموال توقیفی محکوم شدند. همچنین محمود ملاکی و محسن عمرانی هرکدام به سه سال ممنوع شدن فعالیت آموزشی در محیط‌های علمی، دو سال حبس تعزیری و مصادره اموال توقیفی به نفع دولت، محکوم شدند.

#### ۳۰ مهر
نیروهای سرکوبگر جمهوری اسلامی وابسته به یک نهاد اطلاعاتی علاوه بر بازرسی محل کار و خانه کوکب بداغی، که از فعالان صنفی معلمان و دوست مادر کیان پیرفلک، ماه‌منیر مولایی‌راد می‌باشد، دانش‌آموزان وی را نیز بازرسی بدنی کردند. آنها همچنین دانش‌آموزان را تهدید کردند که در این رابطه صحبتی نکنند و تهدید کردند که در صورت مطبوعاتی شدن موضوع، با آنها برخورد شدید خواهند کرد.

#### ۲۲ آبان
اصغر امیرزادگان، فعال صنفی فرهنگیان اهل فیروزآباد اخیراً به دفتر زندان فیروزآباد، احضار گردید و متعاقباً دستگیر و برای سپری کردن پنج سال حبس به این زندان منتقل شد. وی در اواخر خرداد۱۴۰۲، توسط دادگاه انقلاب شیراز به اتهام «اجتماع و تبانی» به پنج سال حبس تعزیری محکوم شد.

#### ۴ آذر
عاتکه رجبی، معلم معترضی که قبلاً به دلیل حمایت از اعتراضات سراسری ۱۴۰۱ از کار اخراج شده بود، بعد از مراجعه به قسمت اجرای احکام دادگاه انقلاب مشهد دستگیر و برای تحمل دو ماه حبس خود به زندان وکیل‌آباد انتقال یافت.

#### ۹ دی
محمد داوری، نرگس ملک‌زاده، محمدرضا نیک‌نژاد سه معلم معترض و فعال صنفی فرهنگیان در گفتگو با یک رسانه داخلی در مورد شدت برخورد امنیتی با فرهنگیان بعد از خیزش انقلابی علیه جمهوری اسلامی گفته‌اند که حدود ۴۰۰ معلم به دلیل فعالیت صنفی از طرح رتبه‌بندی محروم و ۲۰ هزار مدیر برکنار شده‌اند. به گفته نرگس ملک‌زاده، آثار ضربه سیاه مقامات جمهوری اسلامی بر آموزش و پروش در سال‌های آینده مشخص خواهد شد.

#### ۲۰ دی
- گروهی از فرهنگیان بازنشسته که خواستار پرداخت معوقات و اصلاح قانون رتبه‌بندی بودند، روز چهارشنبه ۲۰ دی در تهران در برابر سازمان برنامه و بودجه تجمع اعتراضی برگزار کردند.[۳۱] آنها شعار می‌دادند که «گرانی تورم، بلای جان مردم»، «نه مجلس نه دولت، نیستند به فکر ملت»، «همسان‌سازی با شاغل، حق مسلم ماست».[۳۱]
- به دنبال برگزاری محاکمه محمد حبیبی، سخنگوی کانون صنفی معلمان تهران به اتهام «اجتماع و تبانی»، رامین صفرنیا خشتاونی وکیل او، مصادیق این اتهام را، توئیت‌های محمد حبیبی در خصوص دفاع از حقوق دانش‌آموزان و اعتراض به مسمومیت‌سازی مدارس عنوان نمود.[۳۲]

#### ۲۱ دی
به دنبال انتشار عکسی از حمل تابوت توسط کودکان دانش آموز در کیش، شورای هماهنگی تشکل‌های صنفی فرهنگیان ایران، طی انتشار بیانیه‌ای به استفاده ابزاری حکومت از کودکان برای تحقق اهداف سیاسی و اجتماعی خود اعتراض نموده و آن را تعرض به علائق و حقوق کودکان دانسته و این عمل را محکوم کرد.»

#### ۲۵ دی
بر اساس گزارش کانال تلگرامی شورای تشکل‌های صنفی فرهنگیان ایران ایرج رهنما و غلامرضا غلامی کنداری دو معلم زندانی از اعضای هیئت مدیره انجمن صنفی معلمان فارس که در ۱۳ مهرماه ۱۴۰۲ توسط نیروهای امنیتی دستگیر شده بودند، هر یک با پیام‌های صوتی جداگانه اعلام کردند که در اعتراض به احکام صادر شده علیه خود و روند ناعادلانه دادرسی اعتصاب غذا کرده‌اند.

#### ۸ بهمن
به نقل از شورای هماهنگی تشکلهای صنفی فرهنگیان ایران، به دنبال نقض حکم حبس افشین رزمجویی، ایرج رهنما و محمدعلی زحمتکش، اصغر امیرزادگان، غلامرضا غلامی کندازی، فعالان صنفی معلمان استان فارس در دیوان عالی؛ پنج معلم مجموعاً به ۱۰ سال حبس محکوم شدند.

#### ۱۱ بهمن
بر اساس اطلاعات انتشاریافته، دستگاه امنیتی جمهوری اسلامی با ادامه کار یا بازنشستگی اسماعیل عبدی معلم و فعال صنفی موافق نیستند. به همین دلیل از وی خواسته‌اند تا تقاضای بازخرید بدهد که با مخالفت او مواجه شدند. در حال حاضر پرونده او به هیئت تخلفات اداری رفته و این معلم با بیش از ۲۴ سال سابقه کار در معرض اخراج قرار گرفته‌است.

#### ۱۷ اسفند
شورای هماهنگی تشکل‌های صنفی فرهنگیان ایران، طی صدور بیانیه‌ای نوشت که صدور احکام قضایی در ادامه سرکوب معلمان معترض از مطالبه‌گری آنان ممانعت نخواهد کرد.